# José Olaya Somate Alto
José Olaya Somate Alto es un caserío peruano ubicado en el distrito de Sullana, perteneciente a la provincia homónima del departamento de Piura, al norte del Perú. 

## Ubicación
José Olaya Somate Alto se ubica al oeste de la provincia de Sullana, en el distrito homónimo, en el departamento de Piura. 

## Demografía
En 2017 José Olaya Somate Alto tenía una población de 167 habitantes.